# 国道336号

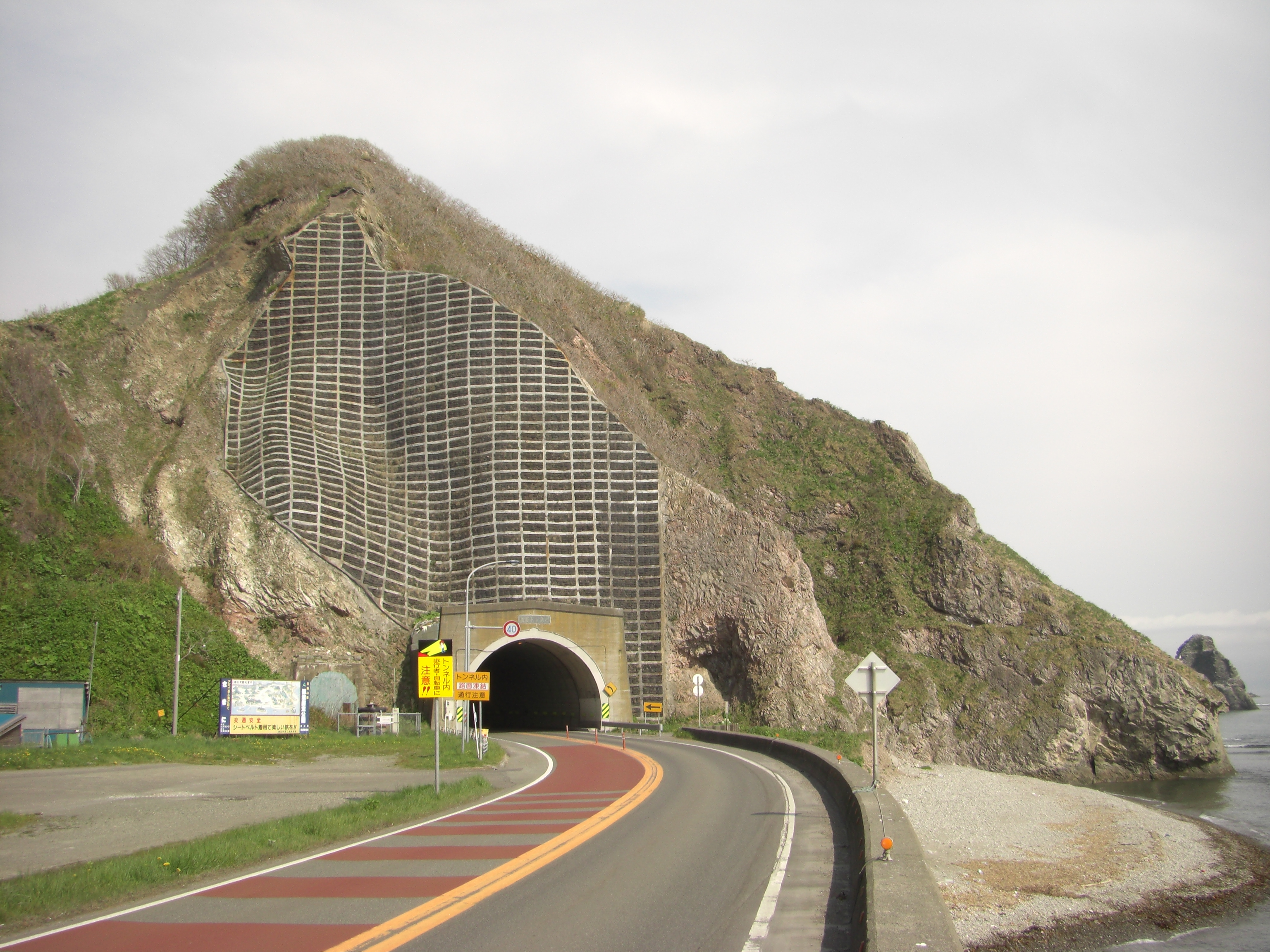
国道336号、塩釜トンネル（2008年5月）

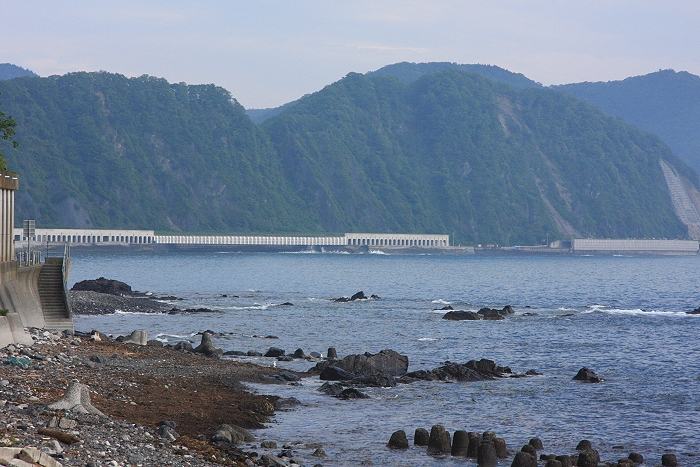
国道336号、黄金道路（2009年6月）

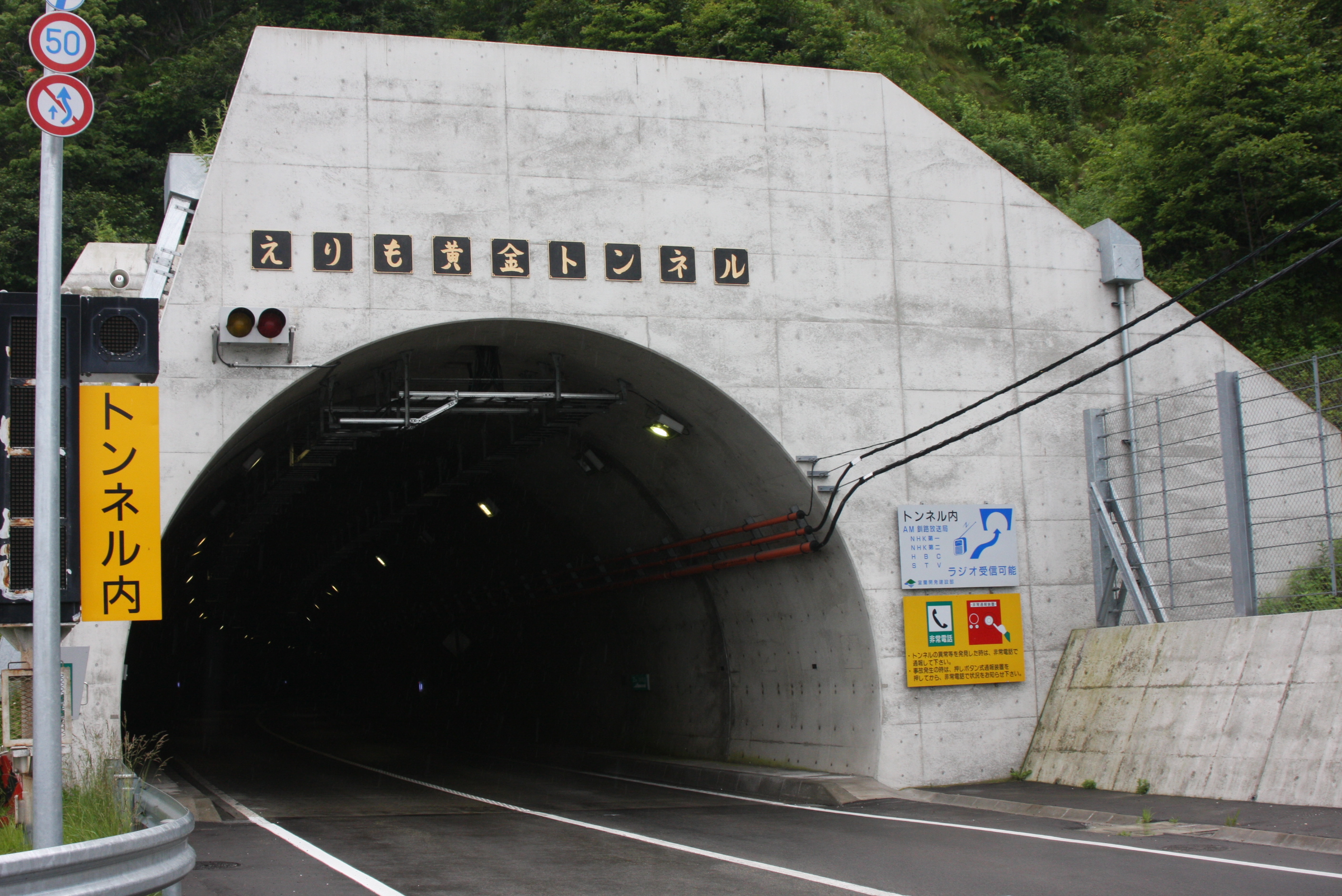
国道336号、えりも黄金トンネル（目黒側）
道内最長：4,941 m（2012年7月）

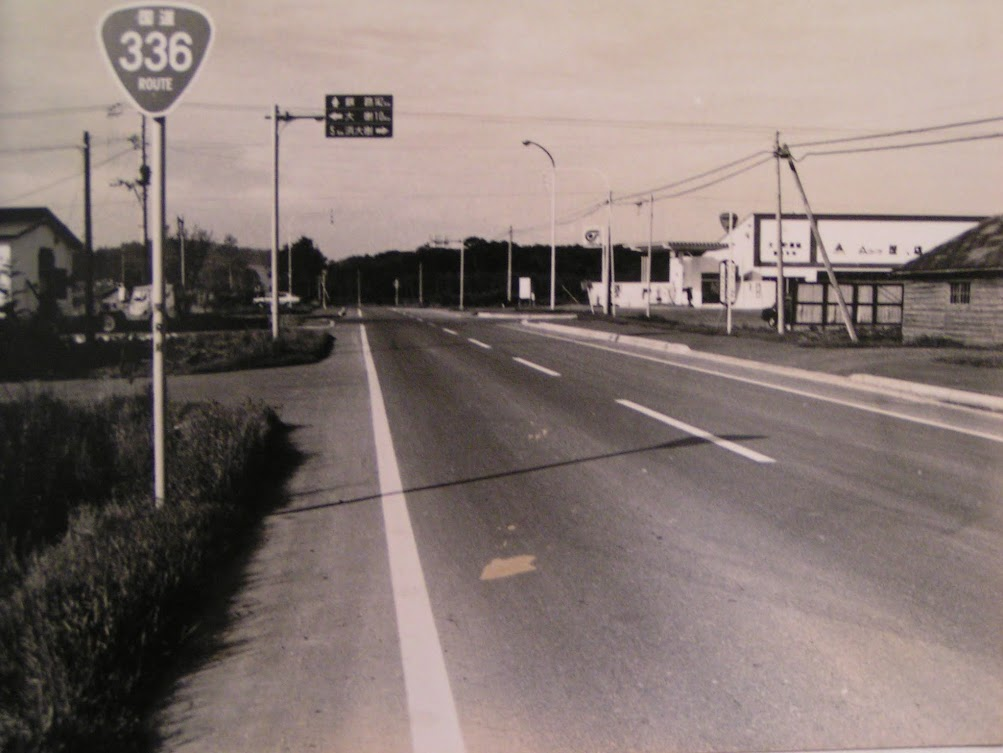
国道336号線大樹町芽武付近　1980年頃　この地点から釧路方面は未舗装だった。

国道336号（こくどう336ごう）は、北海道浦河郡浦河町から十勝郡浦幌町を経て、釧路市に至る一般国道である。

## 概要

### 路線データ
一般国道の路線を指定する政令に基づく起終点および重要な経過地は次のとおり。
- 起点：北海道浦河郡浦河町（大通3丁目30番、大通2丁目交差点 = 国道235号・国道236号・国道237号終点）
- 終点：釧路市（大川町5番地、幣舞ロータリー = 国道38号終点・国道44号起点）
- 重要な経過地 : 北海道幌泉郡えりも町、広尾郡広尾町、十勝郡浦幌町、白糠郡白糠町
- 総延長 : 245.2 km（重用延長を含む。）[2][注釈 2]
- 重用延長 : 84.2 km[2][注釈 2]
- 未供用延長 : なし[2][注釈 2]
- 実延長 : 161.0 km[2][注釈 2]
  - 現道 : 149.1 km[2][注釈 2]
  - 旧道 : なし[2][注釈 2]
  - 新道 : 11.9 km[2][注釈 2]
- 指定区間：全線[3]

## 歴史
現行の道路法（昭和27年法律第180号）に基づく一般国道の路線として、1974年（昭和49年）11月12日政令第364号の公布によって第3次追加指定され、翌1975年（昭和50年）4月1日施行によって国道になった路線である。
道東・十勝平野の十勝川河口を渡河しているが、1992年（平成4年）12月に十勝河口橋が開通するまでは国道に橋はなく、十勝川両岸の渡し船が連絡するという「渡船国道」だった。日本最後の渡船国道は、バイクや自動車は渡ることは出来ず、人以外は上流側の橋へ22 km迂回する案内が出されていた。人力で船頭が川の上に架かっているロープを引っ張りながら小さなボートを運行していた。1990年代初期まで渡船場入口や、広尾郡大樹町 - 中川郡豊頃町付近にダート区間が残されていた。

### 年表
- 1975年（昭和50年）4月1日 - 一般国道336号（北海道浦河郡浦河町 - 釧路市）として指定施行[5]。広尾郡広尾町豊似 - 広尾郡大樹町芽武は道道521号美成豊似停車場線の一部から、広尾郡大樹町芽武 - 十勝郡浦幌町共栄は道道299号浦幌大樹線の一部からの昇格。道道299号浦幌大樹線の残り区間は道道294号清水大樹線（現55号）の延長区間へ、国道のルートから外れた区間（中川郡豊頃町旅来 - 長節）は道道911号大津旅来線、道道912号大津長節線へ変更。
- 1981年（昭和56年）1月2日-3日 - 幌泉郡えりも町大和地内で、猛吹雪のため自動車14台が立ち往生し、閉じこめられる。一酸化炭素中毒により4名が死亡。
- 2004年（平成16年）1月13日 - 幌泉郡えりも町庶野で、大規模な斜面崩壊が発生し、一時不通となった[6]。

## 路線状況

### 通称・愛称

黄金道路（2021年3月）

浦幌道路
十勝郡浦幌町豊北 - 昆布刈石間（13.1 km）で枝線となる「浦幌道路」の建設が進められ、2012年3月16日に全線開通した。
襟裳国道
浦河郡浦河町（国道236号分岐） - 幌泉郡えりも町庶野（北海道道34号襟裳公園線交点）の区間の通称。
黄金道路
えりも町庶野 - 広尾町音調津の33.5 km。1934年（昭和9年）10月31日竣工で、竣工当時の名前は日勝海岸道路。正式には地方費道帯広浦河線といった。日高山脈が海岸までせまり、交通の難所となっていた場所で、黄金を敷き詰められるほど、建設に莫大な費用（総工費94万5,503円、1 mあたり28円20銭）を投じ、1927年（昭和2年）の着工から8年もの歳月を要して、断崖を切り開く難工事の末に開通したことが名称の由来。
黄金道路には殉職記念碑など多くの石碑が建立されており、タコ労働として過酷な労働を強いられた者も多く、20人以上の犠牲者を出す難工事の末に完成している。1960年（昭和35年）から、舗装化や覆道工事などの改築が進められたが、舗装化だけでも1 kmあたり9億8,000万円を要し、当時の一般的な国道の10倍近い費用がかかっている。
道路は落石も多く、覆道が数多く設置されており、悪天候時にはたびたび通行止となる。平成18年までの10年間の通行止回数は112回にも及び、夏冬通じた通行止め回数は、北海道の国道で最も多い。天気の悪い日の「黄金道路」は白波をかぶることもあり、通行止めになった際は国道236号野塚トンネルが、迂回路として使用される。
ナウマン国道
広尾郡広尾町シチュウウス（北海道道1071号音調津陣屋線交点） - 十勝郡浦幌町の区間の通称。中川郡幕別町にあるナウマン象発掘の地のそばを通っている。1969年（昭和44年）7月に広尾郡忠類村（当時）の農道工事現場で発見された約12万年前に生息していたとみられるナウマン象の化石が発見されたことから、忠類村はナウマン象発掘の地として全国的に有名になり、このあたりだけが「ナウマン国道」とよばれている。

### 渡船国道
豊頃町・浦幌町の境界に当たる十勝川を渡る区間は、1992年（平成4年）11月まで旅来（たびこらい）渡船という渡船による連絡になっていた。旅来渡船場は、一日5便、小型ボートで両岸渡されたロープを人力で伝って航行するもので、人間以外は渡河することが出来ないものであった。
この渡船場は、1904年（明治37年）に創設され、1957年（昭和32年）には一般道道となり、1975年（昭和50年）に国道336号に昇格となった。河川を渡船でつなぐ国道は、ここが日本で最後であったが、十勝河口橋の開通（1992年12月8日）により、路線経路は大きく海側に移動し、姿を消した。豊頃町側の渡船の跡地（北海道道320号旅来豊頃停車場線と北海道道911号大津旅来線の交点付近）には「渡船記念の碑」が建立されている。なお、十勝河口橋の開通により、他に3箇所にあった十勝川の渡船場も廃止となっている。

### 重複区間
- 国道236号（浦河郡浦河町大通3丁目・大通2丁目（起点） - 浦河郡浦河町西幌別・西幌別交点）
- 国道236号（広尾郡広尾町豊似・豊似南交点） - 広尾郡広尾町豊似・豊似北交点）
- 国道38号（十勝郡浦幌町 - 釧路市）

### 道路施設

#### 主な橋梁
- 幌別橋（日高幌別川、浦河郡浦河町）
- 様似橋（様似川、様似郡様似町）
- 幌満橋（幌満川、様似郡様似町）
- 猿留橋（猿留川、幌泉郡えりも町）
- 楽古橋（楽古川、広尾郡広尾町）
- 野塚橋（野塚川、広尾郡広尾町）
- 豊似橋（豊似川、広尾郡広尾町）
- 歴舟橋（歴舟川、広尾郡大樹町）
- 十勝河口橋（十勝川、中川郡豊頃町 - 十勝郡浦幌町）

#### トンネル
様似町
- 塩釜トンネル（120 ｍ）
- 東冬島トンネル
- 山中トンネル （850 ｍ）
- 幌満トンネル （800 ｍ）

えりも町
- フンコツトンネル
- 白浜トンネル
- 咲梅トンネル
- えりも黄金トンネル（2011年2月2日開通 4,941 m 道内の道路トンネル最長）
- 荒磯トンネル
- 目黒トンネル（2012年1月28日開通 1,876 m）

広尾町
- 新宝浜トンネル （2016年2月18日開通  2,438 m）
- タニイソトンネル（2,020 m）
- フンベトンネル

## 地理
黄金道路の区間は、日高山脈が海岸まで迫る切り立った岩の崖と、荒波が打ち寄せる太平洋とがせめぎ合う岩礁際の海岸線に沿って走っており、道路まで波しぶきがかぶることがある。この区間は難所のため道路改良の結果トンネルが多いため景色は見えづらく 、途中に施設や見どころといったものがほとんどない。黄金道路区間の南端から分岐する、北海道道34号襟裳公園線を通じて日高山脈最南端の襟裳岬に至る。

### 通過する自治体
- 北海道
  - 日高振興局管内
    - 浦河郡浦河町 - 様似郡様似町 - 幌泉郡えりも町

  - 十勝総合振興局管内
    - 広尾郡広尾町 - 広尾郡大樹町 - 中川郡幕別町 - 広尾郡大樹町 - 中川郡豊頃町 - 十勝郡浦幌町

  - 釧路総合振興局管内
    - 釧路市 - 白糠郡白糠町 - 釧路市

### 交差する道路
日高振興局
浦河郡浦河町
- 国道235号・北海道道288号浦河港線 : 大通3丁目（大通2丁目、起点）

（国道236号との重複区間は省略）
- 国道236号 : 西幌別（西幌別交点）

様似郡様似町
- 北海道道389号様似港線 : 本町
- 北海道道233号新富様似停車場線 : 大通（大通1・大通2交点）
- 北海道道233号新富様似停車場線 : 大通（大通2交点）

幌泉郡えりも町
- 北海道道34号襟裳公園線 : 歌別
- 北海道道34号襟裳公園線 : 庶野

十勝総合振興局
広尾郡広尾町
- 北海道道1071号音調津陣屋線 : チシュウス
- 北海道道315号十勝港線 : 本通
- 北海道道987号豊似広尾線 : 本通（本通9丁目交点）
- 北海道道414号広尾停車場線 : 丸山通南（丸山通南1交点）
- 北海道道1037号広尾大樹線 : 野塚
- 国道236号 : 豊似（豊似南交点）

（国道236号との重複区間は省略）
- 国道236号 : 豊似（豊似北交点）

広尾郡大樹町
- 北海道道501号旭浜大樹停車場線 : 中島
- 北海道道501号旭浜大樹停車場線 : 中島
- 北海道道55号清水大樹線 : 芽武
- 北海道道657号美成忠類停車場線 : 美成
- 北海道道319号生花大樹線・北海道道881号ホロカヤントー線 : 生花

中川郡豊頃町
- 北海道道318号湧洞豊頃停車場線・北海道道1051号湧洞線 : 湧洞
- 北海道道912号大津長節線 : 長節
- 北海道道911号大津旅来線 : 大津

十勝郡浦幌町
- 国道38号・北海道道1038号直別共栄線 : 共栄（吉野共栄）

（国道38号との重複区間は省略）

### 沿線
- JR北海道日高本線（廃線区間）
  - 旧日高幌別駅 - 旧様似駅
- 様似町役場（様似郡様似町）
- アポイ岳（様似郡様似町）
- えりも町役場（幌泉郡えりも町）
- 北海道えりも高等学校（幌泉郡えりも町）
- 豊似岳（幌泉郡えりも町）
- 広尾警察署（広尾郡広尾町）
- 北海道広尾高等学校（広尾郡広尾町）
- 十勝港（広尾郡広尾町）
- 大樹町多目的航空公園（広尾郡大樹町）
- ナウマン象発掘の地（中川郡幕別町）
- 十勝海岸湖沼群（広尾郡大樹町 - 中川郡豊頃町）
- 十勝川（中川郡豊頃町 - 十勝郡浦幌町）